# David Geringas

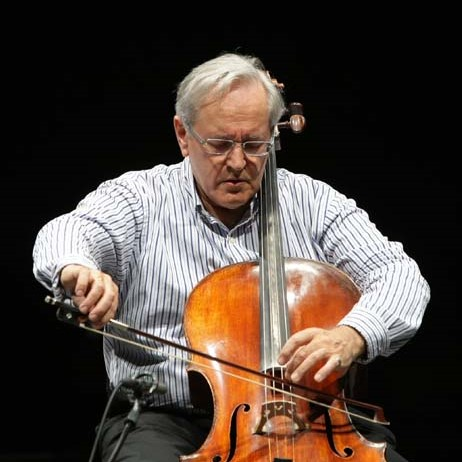
David Geringas (2010)

David Geringas (* 29. Juli 1946 in Vilnius) ist ein in Deutschland lebender litauischer Cellist, Dirigent und Hochschulprofessor.

## Leben
Geringas studierte von 1963 bis 1973 am Moskauer Konservatorium Cello bei Mstislaw Rostropowitsch.
1976 zog er nach Hamburg und wirkte dort zunächst als 1. Solocellist im NDR Sinfonieorchester. Es folgte eine rege Konzerttätigkeit, bei der er mit zahlreichen renommierten Klangkörpern musizierte, so mit den Berliner Philharmonikern, allen deutschen Rundfunk-Symphonie-Orchestern, den Bamberger Symphonikern, dem London Philharmonic Orchestra, dem Chicago Symphony Orchestra, dem Detroit Symphony Orchestra, dem Philadelphia Orchestra und dem NHK-Sinfonieorchester Tokio.
Sein Repertoire umfasst Werke vom Barock bis hin zu zeitgenössischen Stücken. Namhafte zeitgenössische Komponisten wie Sofia Gubaidulina, Pēteris Vasks und Erkki-Sven Tüür haben ihm Konzerte gewidmet. Im Juli 2006 wurde in Kronberg das ihm gewidmete Stück David’s Song for Cello and String Quartet von Anatolijus Šenderovas uraufgeführt.
Als Dirigent ist er regelmäßig auf Podien im In- und Ausland vertreten. Seit 2005 ist er Chief Guest Conductor des Kyushu Symphony Orchestra Japan. 2007 debütierte er mit dem Tokyo Philharmonic Orchestra und dem China Philharmonic Orchestra und 2009 mit den Moskauer Philharmonikern.
Geringas lehrte von 1977 bis 1986 an der Hochschule für Musik und Theater Hamburg, wurde 1980 zum Professor für Violoncello an die Musikhochschule Lübeck berufen und lehrte in dieser Funktion von 2000 an neun Jahre lang an der Hochschule für Musik „Hanns Eisler“ Berlin. Zu seinen Schülern gehören Jens Peter Maintz, Gustav Rivinius, Claudia Schwarze, Troels Svane, Inga Raab, Boris Andrianov, Tatjana Vassilieva, Monika Leskovar, Wolfgang Emanuel Schmidt, Jing Zhao, Sol Gabetta, Ramon Jaffé und Johannes Moser.
Seit 2005 gibt er im Sommer regelmäßig Meisterkurse an der Accademia Musicale Chigiana in Siena.
Er ist verheiratet mit der Pianistin Tatjana Schatz. Sein Sohn Alexander Geringas wurde als Musikproduzent, Songwriter und Schauspieler bekannt.

## Auszeichnungen
- 1970: 1. Preis sowie die Goldmedaille im Tschaikowsky-Wettbewerb Moskau
- 1999: Großfürst Gediminas-Orden Vilnius für sein Engagement für die litauische Musik und ihre Komponisten
- Grand Prix du Disque für seine Einspielung der 12 Cellokonzerte von Luigi Boccherini
- Diapason d’or für seine Einspielung der Kammermusik von Henri Dutilleux
- Jahrespreis der deutschen Schallplattenkritik 1994 für seine Einspielung der Cellokonzerte von Hans Pfitzner
- 2006: Bundesverdienstkreuz 1. Klasse
- 2013: ECHO Klassik Kammermusik-Einspielung des Jahres[1]
- 2014: ECHO Klassik Kammermusik-Einspielung des Jahres[2]

## Werke
- Sag das niemandem. Lebenserinnerungen eines Cellisten (aufgeschrieben von Jan Brachmann). Wolke Verlag 2023, ISBN 9783955932572